# Likol
Les Likol ou Ño Ñlòng sont une des cinq grandes familles du peuple Bassa vivant au Cameroun, entre les fleuves Sanaga et Nyong. On les trouve dans les départements du Nyong-et-Kéllé et de la Méfou-et-Akono localisés dans la région du Centre.

## Histoire
Les Ño Ñlòng qui signifie littéralement (ceux qui sont en amont) sont en amont des territoires Bassa

## Clans
Au sein de la grande famille des Likol, on trouve 22 clans :
- Lôg Baeg
- Lôg Batjék
- Lôg Linga
- Lôg Lingok
- Lôg Mangond
- Lôg Mangwake
- Lôg Ngem
- Lôg Nkog-sin
- Lôg Nkoo-sin
- Lôg Pan
- Ndog Béa
- Ndog Kobè
- Ndog Nen (pem)
- Ndog Ngond
- Ndog Nlet
- Ndog Poll
- Ndog Sénd
- Ndog Suga
- Ndog Sul
- Ndog Tindi
- Ndog Tjok
- Ndog Njee